# دينيز قداح
دينيز قداح (2 مارس 1986 في تركيا - ) هو لاعب كرة قدم ألماني وتركي في مركز الهجوم. لعب مع تشايكور ريزه سبور وفورتونا دوسلدورف وهانوفر 96 وRotenburger SV ‏ ونادي لوبيك ‏ وFC Oberneuland ‏ وTuS Heeslingen ‏.

## وصلات خارجية
- دينيز قداح على موقع الاتحاد الأوربي (الإنجليزية)
- دينيز قداح على موقع اتحاد تركيا (لاعب) (الإنجليزية)
- دينيز قداح على موقع قاعدة بيانات كرة القدم.إي يو (الإنجليزية)
- دينيز قداح على موقع بيانات كرة القدم. دي إي (الألمانية)
- دينيز قداح على موقع Soccerway.com (الإنجليزية)
- دينيز قداح على موقع عالم كرة القدم.نت (الإنجليزية)
- دينيز قداح على موقع AS.com (الإسبانية)